# Karl Scharfenberg
Karl Wilhelm Heinrich Friedrich Scharfenberg  (* 3. März 1874 in Wismar; † 5. Januar 1938 in Gotha) war ein deutscher Ingenieur und Erfinder einer Kupplung für Eisenbahnwaggons.

## Leben
Karl Scharfenberg besuchte die Grund- und die Realschule seines Heimatortes und danach das Technikum in Neustadt-Mecklenburg (heute Neustadt-Glewe). Er wurde dort zum Ingenieur ausgebildet und arbeitete direkt im Anschluss daran bei dem Nähmaschinen- und Gasherdhersteller Junker & Ruh in Karlsruhe.
1896 wechselte er in die Eisenbahn-Waggon-Fabrik, Eisengießerei und Maschinenbauanstalt L. Steinfurt im ostpreußischen Königsberg, die schon seit 1865 Eisenbahnwaggons produzierte.
1900 wechselte er zur ostpreußischen Südbahn in Königsberg; dort entwickelte er mit Unterstützung des Besitzers von Steinfurt und dessen Sohn die Scharfenbergkupplung, eine automatische Mittelpufferkupplung für Eisenbahnwaggons. Am 6. Mai 1903 ließ er sich seine Erfindung patentieren; am 18. März 1904 wurde sein Patent schließlich ausgegeben. Der erste praktische Einsatz seiner neuen Kupplung erfolgte im Jahre 1909 bei der Memeler Kleinbahn auf der Strecke Memel–Pöszeiten/Plicken. 1926 folgten das Berliner Vorortbahnnetz, 1928 die Berliner und die Hamburger U-Bahn sowie ab Mitte der 1930er Jahre die U-Bahn in Buenos Aires.
Anschließend wechselte Scharfenberg wieder zu L. Steinfurt zurück, wo er Oberingenieur wurde. Er war Mitbegründer der 1921 in Berlin gegründeten Scharfenberg-Kupplung AG, die auch als einzige sein Patent verwenden durfte. Bis 1926 arbeitete er noch weiter bei L. Steinfurt, danach konzentrierte er sich nur noch auf die Scharfenberg-Kupplung AG.
Nachdem Scharfenberg einen Großauftrag erhalten hatte, starb er am 5. Januar 1938 63-jährig in Gotha während einer Dienstreise.

## Ehrungen
An der Ostfalia Hochschule für angewandte Wissenschaften wurde ihm zu Ehren am Standort Salzgitter zum Wintersemester 2004/2005 die neu gegründete Fakultät Verkehr, Sport, Tourismus, Medien mit dem Namen Karl-Scharfenberg-Fakultät benannt.